# NGC 7749
NGC 7749 é uma galáxia lenticular (S0) localizada na direcção da constelação de Sculptor. Possui uma declinação de -29° 31' 04" e uma ascensão recta de 23 horas, 45 minutos e 47,5 segundos.
A galáxia NGC 7749 foi descoberta em 27 de Setembro de 1834 por John Herschel.